# Sibito (Gambia)
Sibito ist eine Ortschaft im westafrikanischen Staat Gambia.
Nach einer Berechnung für das Jahr 2013 leben dort etwa 689 Einwohner, das Ergebnis der letzten veröffentlichten Volkszählung von 1993 betrug 623.

## Geographie
Sibito liegt in der Lower River Region im Distrikt Kiang Central. Der Ort liegt rund 4,3 Kilometer südöstlich von Nema, an der South Bank Road, entfernt.